# São Domingos Futebol Clube
Il São Domingos Futebol Clube, noto anche semplicemente come São Domingos, è una società calcistica brasiliana con sede nella città di São Domingos, nello stato del Sergipe.

## Storia
Il club è stato fondato l'11 novembre 2004. Il São Domingos ha vinto la Copa Governo do Estado de Sergipe nel 2009, e nel 2010. Il São Domingos è stato eliminato dal Sampaio Corrêa al primo turno della Coppa del Brasile 2010, all'andata, al Batistão, la partita è terminata con un pareggio di 1-1. Tuttavia, al ritorno, all'Estádio Nhozinho Santos, il club ha perso 2-1 ed è stato eliminato dalla competizione. Nel 2011 venne eliminato di nuovo eliminato al primo turno della Coppa del Brasile, questa volta dal Bahia.

## Palmarès

### Competizioni statali
- Copa Governo do Estado de Sergipe: 2

2009, 2010